# 프룬젠스키구

프룬젠스키 구의 위치

프룬젠스키구(러시아어: Фру́нзенский район)는 상트페테르부르크의 행정구역이다.
넵스키 구, 중앙구, 모스콥스키 구와 콜핀스키 구에 접해 있다.

## 인구
인구는 2004년 1월 1일에 405 274명이었다. 이 중 남자가 178 658명, 여자가 226 616명이었다.